# كينيتشي سوزوكي
كينيتشي سوزوكي (باليابانية: 鈴木賢一) هو منافس ألعاب قوى ياباني، ولد في 6 أبريل 1967.

## وصلات خارجية
- كينيتشي سوزوكي على موقع الاتحاد الدولي لألعاب القوى (الإنجليزية)